# Kortenberg
Kortenberg är en kommun i Belgien.   Den ligger i provinsen Flamländska Brabant och regionen Flandern, i den centrala delen av landet, 14 km öster om huvudstaden Bryssel. Antalet invånare är 19 048.
Runt Kortenberg är det i huvudsak tätbebyggt. Runt Kortenberg är det tätbefolkat, med 459 invånare per kvadratkilometer.